# Museo de Liverpool
El Museo de Liverpool (en inglés: Museum of Liverpool), situado en Liverpool, Inglaterra, Reino Unido, es la incorporación más reciente al grupo National Museums Liverpool. Fue inaugurado en 2011 en sustitución del antiguo Museum of Liverpool Life. La intención de National Museums Liverpool era que este nuevo museo contara la historia de Liverpool y su gente, y reflejara la importancia global de la ciudad. El museo se encuentra en un nuevo edificio construido en la isla Mann, en Pier Head.

## Historia

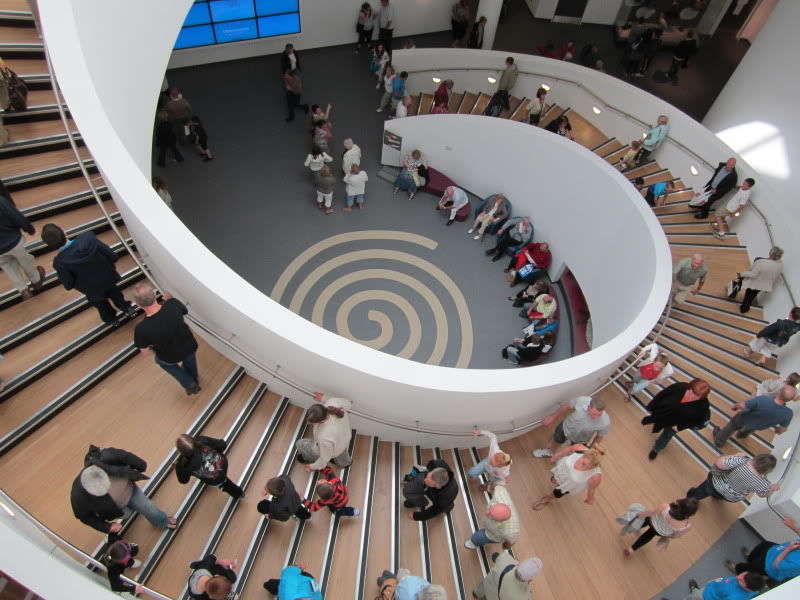
La escalera de caracol situada en el centro del museo.

El museo, que fue diseñado por los arquitectos 3XN y los ingenieros Buro Happold y construido por Galliford Try con un coste de 72 millones de libras, tiene 8000 m² de espacio de exposiciones y alberga más de seis mil objetos. Tiene espacios flexibles que cambian con frecuencia para que National Museums Liverpool pueda mostrar más de sus colecciones. Abrió al público el 19 de junio de 2011.
El museo estuvo cerrado durante dos meses por obras esenciales en enero y febrero de 2017.

## Exposiciones

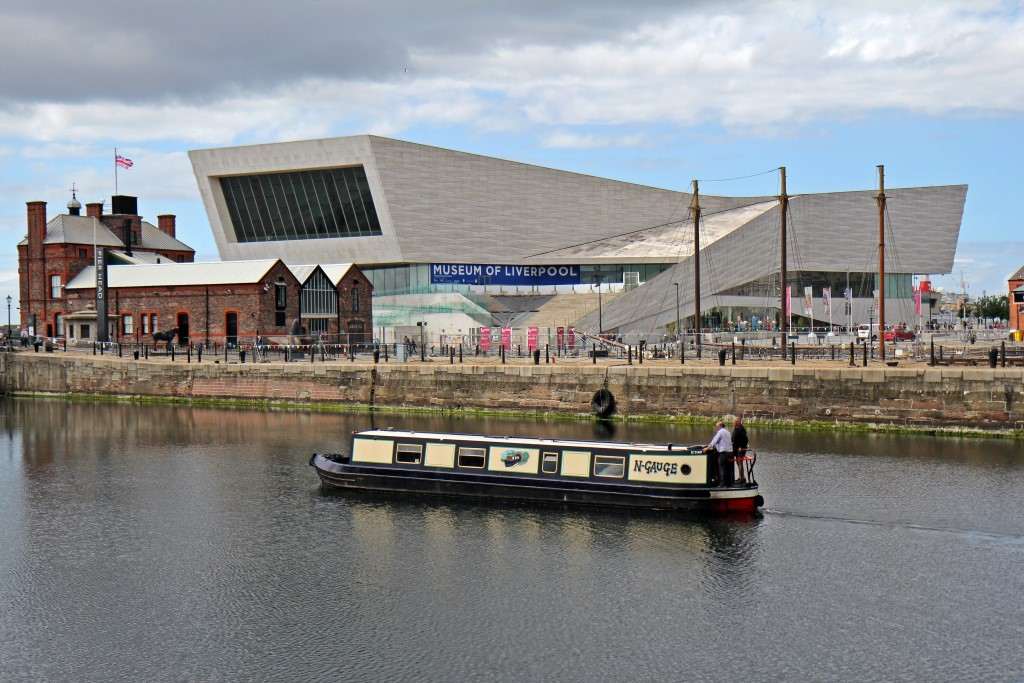
El Museo de Liverpool.

Las exposiciones del Museo de Liverpool muestran objetos procedentes de la totalidad de las colecciones de National Museums Liverpool, y cuentan la historia de la ciudad a través de piezas procedentes de colecciones de vestuario y artes decorativas, colecciones entomológicas y botánicas y objetos que representan la historia social y urbana, así como testimonios orales, material arqueológico y archivos fotográficos.
El 27 de febrero de 2007 la locomotora de vapor Lion, protagonista de la película The Titfield Thunderbolt, fue trasladada por carretera de Manchester a Liverpool después de haber estado prestada en Manchester mientras se construía el nuevo museo. Tras ser sometida a algunas obras de conservación ocupó un lugar de honor en el nuevo museo.
Entre septiembre y noviembre de 2012 el museo albergó la exposición Liverpool Love, en la que conocidas personalidades como Yoko Ono, Peter Blake y Noel Fielding homenajearon a la ciudad de Liverpool.

## Temas centrales

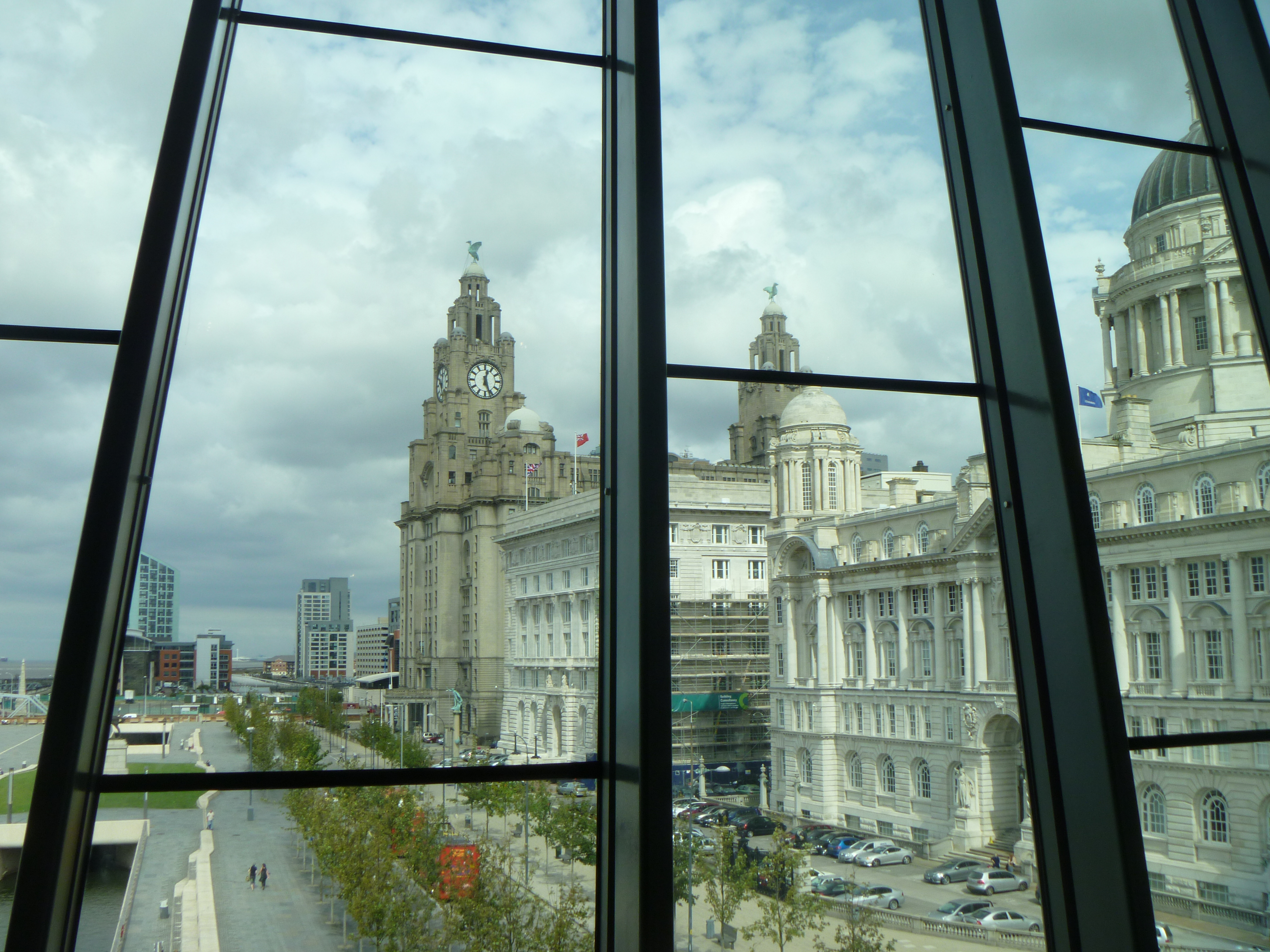
Vista de Pier Head desde la galería de la República Popular.

Las exposiciones del museo están divididas en cuatro temas principales: el Gran Puerto, Ciudad Global, República Popular y Lugar Maravilloso, situados en cuatro grandes galerías. En la planta baja, las exposiciones se centran en la evolución urbana y tecnológica de la ciudad, tanto a nivel local como nacional, incluida la Revolución Industrial y los cambios en el Imperio británico, y el impacto que tuvieron estos cambios en el desarrollo económico de la ciudad. La planta superior se centra en la fuerte identidad particular de Liverpool y examina la historia social de la ciudad, desde el asentamiento en la zona de la época neolítica hasta la actualidad, tratando las migraciones y las diferentes comunidades y culturas que contribuyen a la diversidad de la ciudad.
El museo también contiene Little Liverpool, una galería para niños de menos de seis años; History Detectives, un centro interactivo de recursos arqueológicos e históricos; un teatro con ciento ochenta asientos para actuaciones comunitarias y audiovisuales e instalaciones para reuniones. También tiene una galería llamada City Soldiers que relata la historia del King's Regiment.